# Tournoi d'échecs de Zurich

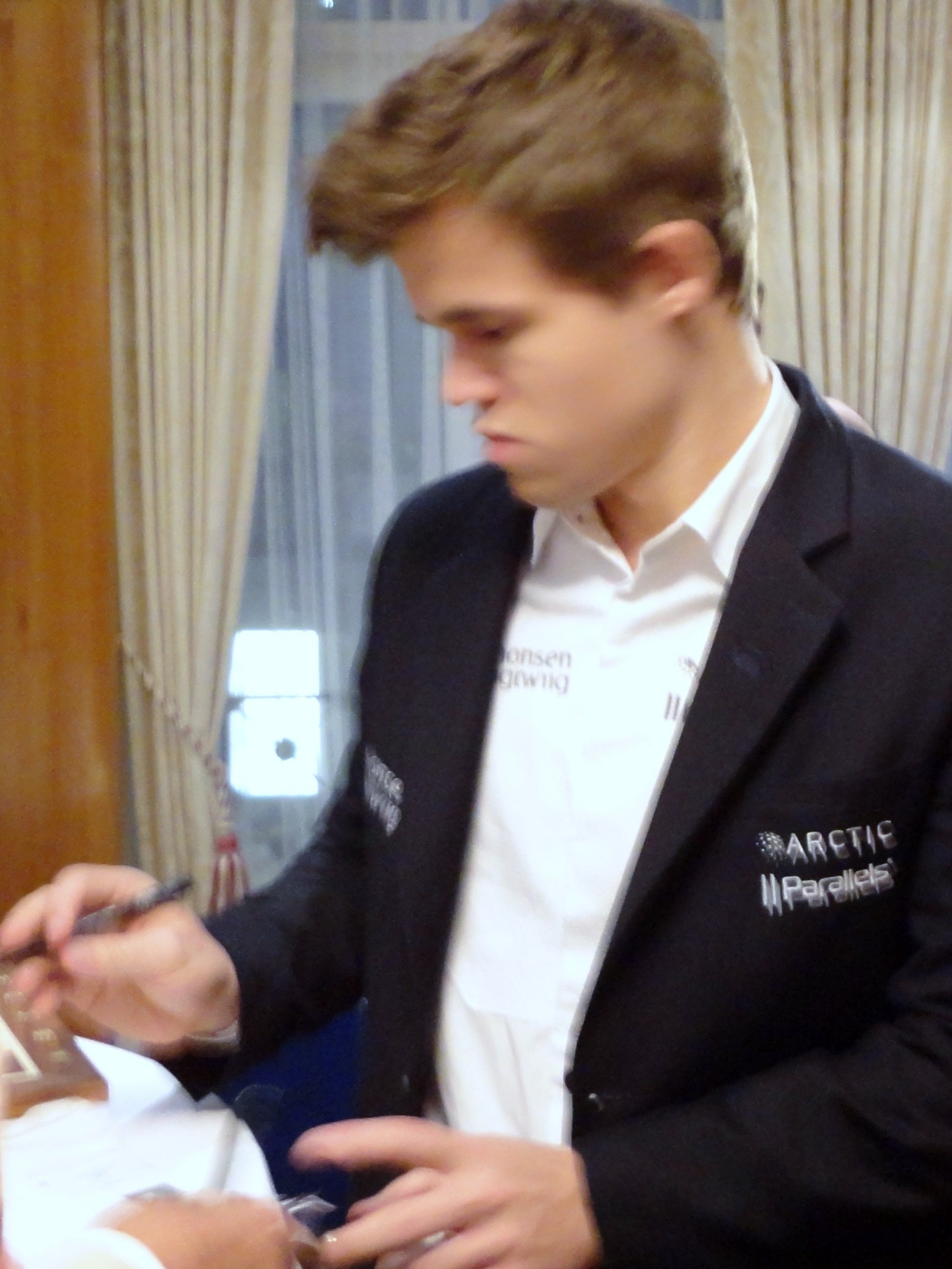
Magnus Carlsen, vainqueur du Zurich Chess Challenge en 2014.

L'histoire des tournois d'échecs de Zurich commence au XIXe siècle. Le club d'échecs de Zurich, le plus ancien au monde, a été fondé en 1809. Le club a conservé la trace des premiers tournois organisés dans les années 1820. Le tournoi de 1889, premier championnat de Suisse d'échecs, avec 74 participants vit l'invention du système suisse. De 2012 à 2017, le club de Zurich organisa le Zurich Chess Challenge, une compétition mêlant parties classiques, rapides et en blitz. Depuis 1977, Zurich accueille un open à la période de Noël (Weinachtopen).

## Championnats de Suisse
Zurich a été huit fois le lieu du championnat de Suisse : en 1889, 1895, 1903, 1909 (jubilé), 1925, 1934 (jubilé et tournoi international), 1952 (tournoi international) et 1975 (tournoi international).

### Premier championnat de Suisse (1889)
Le premier championnat de Suisse d'échecs fut organisé les deux premiers jours de juin 1889 à Zurich par Max Pestalozzi qui le remporta sans défaite, à égalité avec Artur Popławski, un étudiant polonais (1860–1918). Ce fut également le premier tournoi organisé suivant le système suisse, du moins dans une première version selon Richard Forster et Christian Rohrer car le tournoi disputé en deux jours avait 74 participants. D'autres sources écrivent que ce système fut utilisé lors du cinquième championnat de Suisse en 1895, également disputé à Zurich.

### Championnat et tournoi international de 1952
Le championnat de Suisse de 1952 était un tournoi international organisé à Zurich avec huit joueurs suisses et six joueurs étrangers. Il fut remporté par Erik Lundin, devant Martin Christoffel, ex æquo avec Max Euwe.

### Championnat et tournoi international de 1975
En juillet 1975, le championnat de Suisse d'échecs fut organisé à Zurich et ouvert aux joueurs étrangers, avec la participation de Friðrik Ólafsson, Raymond Keene, Kick Langeweg et Stefano Tatai. Le tournoi fut remporté par le Cubain Guillermo García González (10/13) devant Dieter Keller et Werner Hug (14 joueurs : six Suisses et huit étrangers).

## Tournois internationaux fermés

### Tournoi des candidats de 1953
Le tournoi des candidats de 1953, un des plus forts tournois de l'histoire des échecs, était organisé pendant près de deux mois du 28 août au 24 octobre 1953, d'abord à Neuhausen am Rheinfall (8 rondes) puis à Zurich (22 rondes). Les meilleurs joueurs du monde, à l'exception du champion du monde Bovinkik, participaient. Le tournoi fut remporté par Vassily Smyslov.

### Tournoi Clare Benedict de 1954
Le deuxième tournoi Clare Benedict fut un tournoi individuel fermé organisé du 19 au 30 avril 1954. Il fut remporté par Lothar Schmid (8,5 / 11) devant Erwin Nievergelt (8) et Max Euwe (7,5).

### Tournoi Mémorial Nimzowitsch de 1960
En 1960, un tournoi international fut organisé avec douze joueurs. Le tournoi fut remporté par Albéric O'Kelly devant Dieter Keller et Andrija Fuderer.

### Tournoi international Robert Meyer de 1961
En 1961, un tournoi international fut organisé avec douze joueurs et la participation du futur champion du monde Tigran Petrossian. Le tournoi fut remporté par Paul Keres (9/11, +7, =4), devant Tigran Petrossian (8,5 / 11, +7 -1 =3), Svetozar Gligorić (7/11), Lothar Schmid ex æquo avec William Lombardy (6,5 / 11), Milan Matulović et Bent Larsen (6/11).

## Jubilés (tournois anniversaires du club de Zurich)
Le club de Zurich a été fondé en 1809. En 1909, pour le centième anniversaire du club, la ville accueillit le championnat de Suisse.

### Tournoi jubilé de 1934
Pour célébrer le 125e anniversaire du club d'échecs de Zurich, le championnat de Suisse d'échecs de 1934 fut organisé à Zurich avec la participation du champion du monde Alexandre Alekhine, de Max Euwe, de Efim Bogoljubov, de l'ancien champion du monde Emanuel Lasker et de Aaron Nimzowitsch.
Le tournoi fut remporté par Alehine avec un point d'avance sur Euwe et Flohr.

### Tournoi jubilé de 1959
En 1959, pour le 150e anniversaire du club de Zurich, le tournoi de Zurich vit la participation des champions soviétiques Mikhaïl Tal, Paul Keres, Tigran Petrossian, des Américains Bobby Fischer et William Lombardy, des Yougoslaves Svetozar Gligorić et Milan Matulović, de l'Allemand Lothar Schmid et du Danois Bent Larsen. Cinq des joueurs étaient qualifiés pour le tournoi des candidats de 1959. 
Le tournoi fut remporté par Tal avec 9/11 (+7 =4), devant Petrossian (8,5/11) et Gligoric (7/11).

### Tournoi jubilé de 1984
En 1984, pour le 175e anniversaire du club de Zurich, un open fut organisé. John Nunn finit premier devant six ex æquo : Viktor Kortchnoï, Yasser Seirawan, Florin Gheorghiu, Juan Manuel Bellón López, Gennadi Sosonko, et Boris Spassky.

### Tournoi jubilé de 2009
En 2009, le tournoi du 200e anniversaire comprenait un open remporté par Arechtchenko et un tournoi rapide (tournoi des champions) remporté par Kramnik devant Anand, Topalov et Ponomariov.

## Tournois commémoratifs

### Mémorial Alois Nagler (1998)
En 1998, le club de Zurich organisa un tournoi pour honorer la mémoire de son président Alois Nagler mort en 1996. Ce tournoi prit la forme d'un match-tournoi par équipe entre une équipe des légendes et une équipe des espoirs suisses. L'équipe des légendes composée de Kortchnoi, Larsen, Gligorić, Smyslov et Unzicker battit l'équipe des espoirs composée de Forster, Hug, Pelletier, Jenni et Moor sur la marque de 31 à 19. Kortchnoï réalisa le meilleur score individuel.

### Mémorial Jules Ehrat (1999)
En 1999, Kortchnoï réalisa le meilleur score lors du match-tournoi Suisse-Allemagne remporté par l'Allemagne.

### Tournoi anniversaire de Kortchnoï (2001)
En 2001, Garry Kasparov perdit en finale contre Vladimir Kramnik un tournoi rapide organisé pour fêter les 70 ans de Viktor Kortchnoï.

### Tournoi anniversaire du Crédit Suisse (2006)
En 2006, pour fêter ses 150 ans, le Crédit suisse organisa à Zurich un tournoi à quatre entre Karpov, Kasparov, Kortchnoï et J. Polgar, tournoi à deux tours en blitz remporté par Kasparov et Karpov (4,5 / 6).

## Tournois internationaux fermés à Horgen
Deux tournois Credit Suisse Masters furent disputés à Horgen près de Zurich en 1994 et 1995 avec la participation de Garry Kasparov.

## Le tournoi open de Noël (depuis 1977)
L'open de Noël (Zürcher Weihnachtsopen) existe depuis 1977.
| Édition Année | Édition Année | Vainqueur            | Deuxième               | Troisième           | Joueurs |
| ------------- | ------------- | -------------------- | ---------------------- | ------------------- | ------- |
| 1             | 1977          | Radovan Govedarica   | B. Toth                | Ivan Nemet          | 152     |
| 2             | 1978          | Werner Hug           | M. Wecker              | R. Simic            | 190     |
| 3             | 1979          | Petar Popović        | Vitomir Arapović       | Hans Böhm           | 79      |
| 4             | 1980          | Radoslav Simić       | M. Knezevic            | Stanimir Nikolić    | 317     |
| 5             | 1981          | Dragutin Šahović     |                        |                     |         |
| 6             | 1982          | Gyula Sax            |                        |                     |         |
| 7             | 1983          | Jaime Sunye Neto     |                        |                     |         |
| 8             | 1984          | Stefan Kindermann    |                        |                     |         |
| 9             | 1985          | Josef Klinger        |                        |                     |         |
| 10            | 1986          | Josef Klinger        |                        |                     |         |
| 11            | 1987          | Lubomir Neckar       |                        |                     |         |
| 12            | 1988          | Josef Klinger        |                        |                     |         |
| 13            | 1989          | Heinz Wirthensohn    |                        |                     |         |
| 14            | 1990          | Josef Klinger        |                        |                     |         |
| 15            | 1991          | Jacob Murey          |                        |                     |         |
| 16            | 1992          | Reinhard Lendwai     |                        |                     |         |
| 17            | 1993          | Vadim Milov          |                        |                     |         |
| 18            | 1994          | Vladimir Toukmakov   | N. Kelecevic           | O. Cvitan           | 72      |
| 19            | 1995          | Vladimir Toukmakov   | Ognjen Cvitan          | G. Siegel           | 83      |
| 20            | 1996          | Georg Siegel         | Stefan Đurić           |                     | 67      |
| 21            | 1997          | Nedeljko Kelecevic   | ?                      | ?                   | ?       |
| 22            | 1998          | Vladimir Toukmakov   | Alon Greenfeld         | Z. Varga            | 106     |
| 23            | 1999          | Vladimir Toukmakov   | N. Niezis              | A. Czebe            | 104     |
| 24            | 2000          | Vladimir Epichine    | Vladimir Bourmakine    | V. Toukmakov        | 118     |
| 25            | 2001          | Yannick Pelletier    | Igor Glek              | V. Epichine         | 133     |
| 26            | 2002          | Yannick Pelletier    | Daniel Fridman         | V. Bourmakine       | 141     |
| 27            | 2003          | Stanislav Savtchenko | A. Schneider           | D. Fridman          | 147     |
| 28            | 2004          | Aloyzas Kveinys      | Y. Pelletier           | Michael Roiz        | 139     |
| 29            | 2005          | Zoltán Varga         | Vitali Golod           | L. Milov            | 152     |
| 30            | 2006          | Yannick Pelletier    | F. Jenni               | A. Kveinys          | 116     |
| 31            | 2007          | Florian Jenni        | Y. Pelletier           | P. Benkovic         | 117     |
| 32            | 2008          | Imre Héra            | V. Georgiev            | F. Bindrich         | 92      |
| 33            | 2009          | Vadim Milov          | Y. Pelletier           | David Baramidze     | 106     |
| 34            | 2010          | Georg Meier          | Hicham Hamdouchi       | D. Baramidze        | 98      |
| 35            | 2011          | Igor Kournossov      | Boris Gratchiov        | E. Alekseïev        | 113     |
| 36            | 2012          | Levente Vajda        | Mateusz Bartel         | Hrant Melkoumian    | 133     |
| 37            | 2013          | Radosław Wojtaszek   | Igor Kovalenko         | Csaba Balogh        | 118     |
| 38            | 2014          | Arkadij Naiditsch    | L. Gonda               | H. T. Hansen        | 117     |
| 39            | 2015          | Arikadij Naiditsch,  | Vitaly Kunin           | Christian Bauer     | 105     |
| 40            | 2016          | Nidjat Abassov       | Viktor Láznička        | Denis Wagner        | 115     |
| 41            | 2017          | Christian Bauer      | Liviu-Dieter Nisipeanu | V. Kunin            | 100     |
| 42            | 2018          | Haïk Martirossian    | Rasmus Svane           | S. L. Narayanan     | 98      |
| 43            | 2019          | Vitaly Kunin         | Maxime Lagarde         | Haïk Martirossian   | 93      |
| 44            | 2020          | Mikhaïl Demidov      | Y. Chennaoui           | P. Richter          | 60      |
| 45            | 2021          | Vitaly Kunin         | P. Laurent-Paoli       | D. Pikula           | 62      |
| 46            | 2022          | Miloš Perunović      | Ivan Ivanišević        | Sergueï Fedortchouk | 54      |
| 47            | 2023          | Krishnan Sasikiran   | Eltaj Safarli          | P. Iniyan           | 56      |

## Le Zurich Chess Challenge (2012 à 2017)
Le tournoi Zurich Chess Challenge était sponsorisé par l'homme d'affaires russe Oleg Skvortsov directeru général de IGC (International Gemological Laboratories) et par la société Aspeco (de 2012 à 2015).

### Vainqueurs des tournois
| Année | Joueurs     | Tournoi ou match classique                                                   | Tournoi blitz                                                                | Tournoi rapide                                                               | Classement combiné                                                           |
| ----- | ----------- | ---------------------------------------------------------------------------- | ---------------------------------------------------------------------------- | ---------------------------------------------------------------------------- | ---------------------------------------------------------------------------- |
| 2012  | 2           | Match classique Vladimir Kramnik - Levon Aronian terminé par l'égalité (3-3) | Match classique Vladimir Kramnik - Levon Aronian terminé par l'égalité (3-3) | Match classique Vladimir Kramnik - Levon Aronian terminé par l'égalité (3-3) | Match classique Vladimir Kramnik - Levon Aronian terminé par l'égalité (3-3) |
| 2013  | 4 (2 tours) | Fabiano Caruana                                                              | Fabiano Caruana                                                              |                                                                              | Fabiano Caruana                                                              |
| 2014  | 6           | Magnus Carlsen                                                               | Magnus Carlsen                                                               | Fabiano Caruana                                                              | Magnus Carlsen                                                               |
| 2015  | 6           | Viswanathan Anand                                                            | Levon Aronian                                                                | Vladimir Kramnik                                                             | Hikaru Nakamura (après départage)                                            |
| 2016  | 6           |                                                                              | Viswanathan Anand Hikaru Nakamura Vladimir Kramnik                           | (40 min + 10 s) Viswanathan Anand Hikaru Nakamura                            | Hikaru Nakamura                                                              |
| 2017  | 8           | (45 min + 30 s) Hikaru Nakamura Ian Nepomniachtchi                           | Hikaru Nakamura Boris Guelfand                                               |                                                                              | Hikaru Nakamura                                                              |

### Première édition (2012): match Kramnik - Aronian
Le Zurich Chess Challenge fut un match en six parties entre Kramnik et Aronian du 21 au 28 avril 2012 (match terminé par l'égalité).

### Deuxième édition (2013): Caruana
En 2013, l'édition du Zurich Chess Challenge fut un tournoi à deux tours avec quatre joueurs en 2013, remporté par Fabiano Caruana devant Viswanathan Anand, Vladimir Kramnik et Boris Guelfand, Caruana remporte également le tournoi préliminaire en blitz devant Kramnik.

### Troisième édition (2014): Carlsen
En 2014, trois tournois furent organisés avec six joueurs :
- un tournoi préliminaire de blitz remporté par Carlsen et Aronian devant Caruana et Nakamura,
- un tournoi classique remporté par Magnus Carlsen devant Levon Aronian et Caruana,
- un tournoi rapide remporté par Caruana devant Nakamura et Aronian.

La marque finale est deux fois celle du tournoi classique plus une fois celle du tournoi rapide. Carlsen remporte le classement combiné rapide et classique devant Caruana et Aronian à égalité.

### Quatrième édition (2015): Nakamura et Anand
En 2015, un match et trois tournois furent organisés avec six joueurs :
- un match rapide exhibition Kortchnoï contre Uhlmann (égalité 2.0 à 2.0),
- un tournoi préliminaire de blitz remporté par Aronian (4/5) devant Caruana et Anand (3,5/5),
- un tournoi classique remporté par Anand (3,5/5) devant Nakamura (3/5) et Kramnik (2,5/5),
- un tournoi rapide remporté par Kramnik (3,5/5) devant Aronian et Nakamura (3/5),
- classement combiné remporté par Nakamura devant Anand.

La marque finale est deux fois celle du tournoi classique plus une fois celle du tournoi rapide. Nakamura et Anand terminent à égalité du classement combiné (9/15) devant Kramnik (8,5/15), Aronian (7/15), Caruana (6/15) et Kariakine (5,5/15).
Nakamura gagne la partie de départage en blitz contre Anand et remporte le tournoi.

### Cinquième édition (2016): Nakamura et Anand
En 2016, un match et deux tournois avec six joueurs sont organisés :
- un match rapide exhibition Guelfand contre Morozevitch, remporté par Guelfand (1,5 à 0,5),
- un tournoi préliminaire de blitz (4 min + 2s) remporté par Anand, Kramnik et Nakamura (3,5/5) devant Giri (2,5), Aronian (1,5) et Chirov (0,5),
- un tournoi rapide (40 min + 10 s) remporté par Anand et Nakamura (3,5/5) devant Kramnik (3/5), Aronian (2/5), Giri et Chirov (1,5/5),
- classement combiné remporté par Anand et Nakamura (10,5/15).

La marque finale est deux fois celle du tournoi rapide plus une fois celle du tournoi blitz. Nakamura et Anand terminent à égalité du classement combiné (10,5/15) devant Kramnik (9,5/15), Aronian (7/15), Caruana (6/15) et Kariakine (5,5/15), Giri et Aronian (5,5), et Chirov (3,5).

### Sixième édition (2017, mémorial Kortchnoï): Nakamura
En 2017, du 12 au 17 avril, le tournoi oppose huit joueurs : Kramnik, Nakamura, Anand, Nepomniachtchi, Svidler, Guelfand, Oparine et Pelletier.
Deux tournois sont organisés :
- un tournoi préliminaire en blitz remporté par Nakamura et Guelfand (4,5/7) devant Kramnik (4) :
- un tournoi cadence « New Classical » (45 min + 30s). remporté par Nakamura et Nepomniachtchi (5/7) devant Anand (4,5) ;
- classement combiné remporté par Nakamura.

La marque finale est deux fois celle du tournoi rapide plus une fois celle du tournoi blitz. Nakamura remporte le classement combiné (15/21) devant Nepomniachtchi (14), Anand (13,5), Svidler (12), Kramnik (11), Guelfand (9), Oparine (5,5), Giri et Pelletier (4).